# Heidi Hammel
Pour les articles homonymes, voir Hammel.
Heidi B. Hammel (née le 14 mars 1960) est une planétologue spécialiste de Neptune et Uranus. Elle est vice-présidente exécutive de l'Association of Universities for Research in Astronomy. En 2002, elle est lauréate de la Carl Sagan Medal qui récompense les scientifiques dont les communications au public ont permis d'améliorer la connaissance par le public des planètes. En 2003, elle est classée par le magazine Discover parmi les 50 femmes les plus importantes en sciences.

## Carrière professionnelle
Heidi Hammel est chercheuse au Space Science Institute (en) à Boulder. Elle participe à la conception du futur télescope spatial James-Webb. Elle est également partie prenante du projet de télescope géant à miroir segmenté.
Dr Heidi B. Hammel est vice-présidente exécutive de l'Association of Universities for Research in Astronomy (AURA), une association d'universités et d'institutions non-lucratives d'éducation qui opère sur des observations astronomique de dimension mondiale comme Hubble, le National Optical Astronomy Observatory, le National Solar Observatory et l'observatoire Gemini.
Elle participe également à la recherche conjointe entre la NASA et la NSF d'exoplanètes et à la recherche de Planète tellurique par coronographie mission menée par la NASA.

## Formation
Hammel obtient une licence au (MIT) en 1982 et un doctorat en physique et astronomie à l'Université d'Hawaï en 1988.

## Vie personnelle
Hammel est née en Californie et elle est mère de trois enfants.